# Martin Rasner
Martin Rasner (* 18. Mai 1995 in Oberpullendorf) ist ein österreichischer Fußballspieler.

## Karriere

### Verein
Martin Rasner begann beim SK Wiesmath Fußball zu spielen. Ehe er die Akademie des SKN St. Pölten, bei der er alle Mannschaften bis zur U-18 durchlief, besuchte, spielte ein Jahr für den Nachwuchs des SVSF Pottschach.
Nach der Akademie des St. Pölten wurde Rasner vom FC Liefering unter Vertrag genommen. Sein Debüt für die Lieferinger in der Ersten Liga gab er am 6. August 2013 beim 5:1-Heimsieg gegen den SCR Altach. Seinen ersten Meisterschaftstreffer erzielte der defensive Mittelfeldspieler am 28. März 2014 beim 3:1-Auswärtssieg beim Kapfenberger SV.
Mit Beginn der Saison 2015/16 wechselte Rasner zum SV Grödig. Beim Bundesligisten konnte er sich unter Trainer Peter Schöttel auf Anhieb einen Stammplatz sichern. Insgesamt bestritt er für die Grödiger 33 Spiele, in denen er 2 Tore erzielte. Ein besonderer Treffer war sein erstes Bundesligator zum 1:1-Ausgleich im Heimspiel gegen den späteren Meister FC Red Bull Salzburg am 28. November 2015.
Nachdem sich der SV Grödig mit Ende der Saison 2015/16 aus dem Profifußball zurückgezogen hatte, wechselte Rasner im Sommer 2016 nach Deutschland zum Zweitligisten 1. FC Heidenheim, bei dem er einen bis Juni 2018 gültigen Vertrag unterschrieb.
Nach nur sieben Spielen für den 1. FC Heidenheim kehrte Rasner im Juli 2017 nach Österreich zurück, wo er sich dem Bundesligisten SKN St. Pölten anschloss. Nach 63 Bundesligaeinsätzen für die Niederösterreicher verließ er den Verein nach der Saison 2019/20.
Nach einem halben Jahr ohne Verein wechselte er im Februar 2021 zum Zweitligisten Floridsdorfer AC. In einem halben Jahr in Wien kam er zu 16 Zweitligaeinsätzen. Nachdem er nach der Saison 2020/21 den Verein eigentlich verlassen hatte, verlängerte er im Juli 2021, einen Tag vor Saisonstart, doch noch bei den Wienern für eine weitere Spielzeit. In seiner zweiten Saison absolvierte der Mittelfeldmann 26 Partien für den FAC. Zur Saison 2022/23 wechselte er innerhalb der 2. Liga zum FC Admira Wacker Mödling, bei dem er einen bis Juni 2024 laufenden Vertrag erhielt. Für die Admira kam er insgesamt zu 47 Einsätzen in der 2. Liga.
Zur Saison 2024/25 wechselte er innerhalb der Liga zur SV Ried, bei der er einen bis 2026 laufenden Vertrag erhielt.

### Nationalmannschaft
Rasner durfte erstmals am 14. April 2012 im freundschaftlichen Länderspiel gegen die U-17-Auswahl Deutschlands das Teamtrikot der U-18-Nationalmannschaft. Trainer Andreas Heraf schickte ihn in der 53. Spielminute anstelle von Kristian Rafajac auf den Platz. In der Folge kam er zu vier weiteren Einsätzen in Österreichs U-18.
Gemeinsam mit Trainer Heraf stieg er ab 2013 in die österreich U-19-Nationalmannschaft auf, für die er insgesamt 13 Spiele bestritt. Darunter auch die drei Qualifikationsspiele und die vier Spiele bei der Endrunde der U-19-Fußball-Europameisterschaft 2014 in Ungarn, wo Österreich Sieger in der Vorrundengruppe A wurde und erst im Halbfinale gegen Deutschland ausschied.
Deshalb war es auch nicht verwunderlich, dass Heraf 2015 Rasner auch in die österreichische U-20-Nationalmannschaft berief. Für diese bestritt er sechs Spiele, darunter die vier Spiele bei der Endrunde der U-20-Fußball-Weltmeisterschaft 2015 in Neuseeland. In der Vorrunde erreichte Österreich mit Rasner hinter Ghana den zweiten Platz und stieg ins Achtelfinale auf, wo gegen Usbekistan das Aus kam.
Mit September 2015 wurde Rasner von Trainer Werner Gregoritsch in die österreichische U-21-Nationalmannschaft übernommen, für die er zwei Freundschaftsspiele und vier Spiele in der Qualifikation zur U-21-Europameisterschaft 2017 bestritt.